# Jefferson (hrabstwo Monroe)
Jefferson – miasto w Stanach Zjednoczonych, w stanie Wisconsin, w hrabstwie Monroe.